# Johann Heinrich von Dünewald

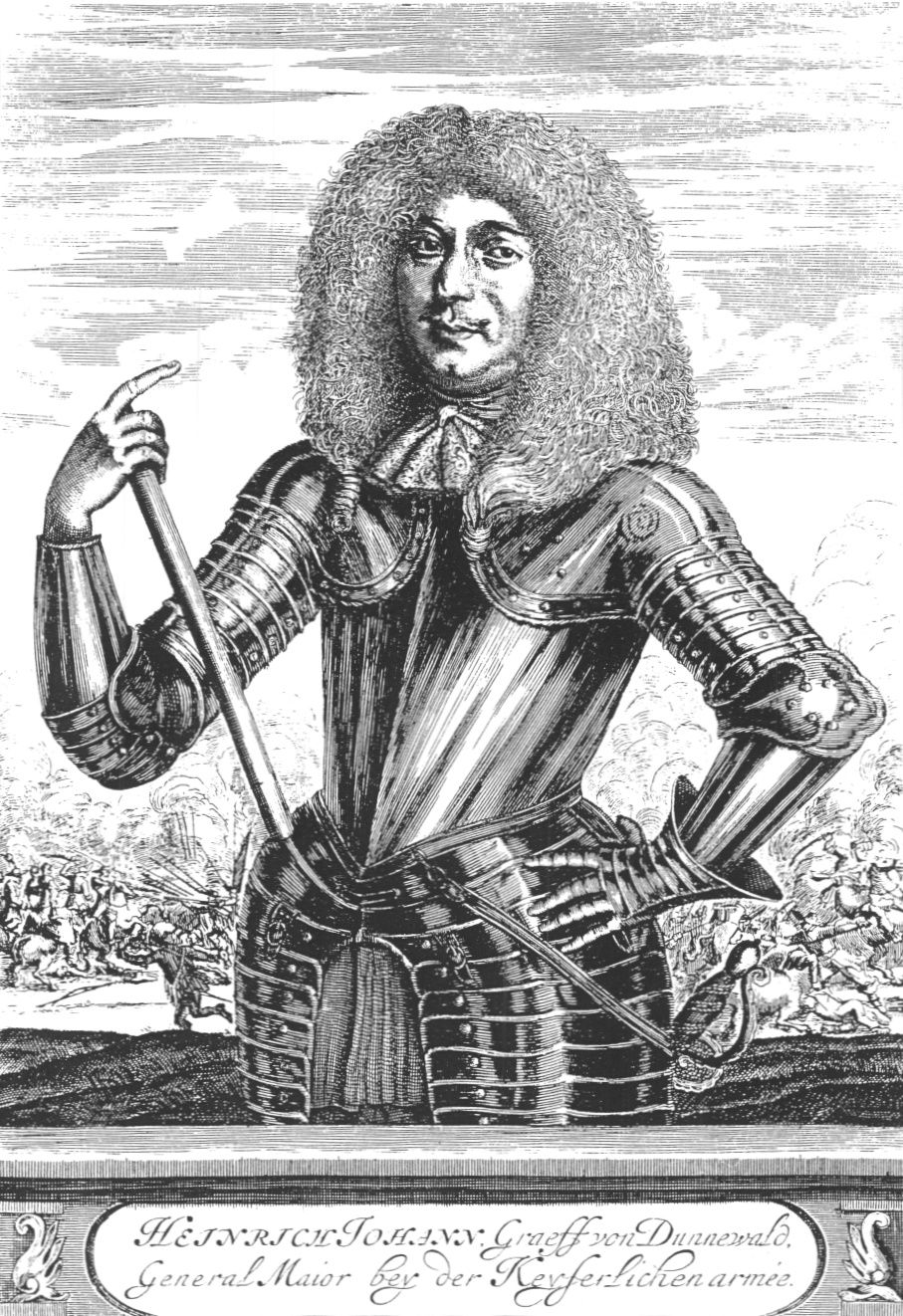
Johann Heinrich von Dünewald

Johann Heinrich Graf von Dünewald (* 21. Februar 1617 in Koblenz; † 31. August 1691 in Esseg, heute Osijek) war ein österreichischer Feldmarschall der Kavallerie.

## Leben
Johann Heinrich von Dünewalds Eltern waren Lorenz und Katharina von Dünewald. Er war zuerst in schwedischen, später in kaiserlichen Diensten. So zeichnete er sich 1664 in der Schlacht bei St. Gotthard aus. Er wurde Generalmajor und erhielt 1670 das Kommando über ein Kürassierregiment, das er über zwanzig Jahre führen sollte. Später half er unter Raimondo Montecuccoli die Franzosen bei Sasbach zu schlagen und wurde dafür 1675 vom Kaiser Leopold I. in den Grafenstand erhoben und General der Kavallerie.
Er wurde 1682 zum Feldmarschallleutnant ernannt. Als Wien von den Türken belagert wurde, verteidigte er Krems und schlug dort eine starke Heeresabteilung der Türken. Anschließend befand er sich bei der Beendigung der Belagerung Wiens und leitete nach Schlacht am Kahlenberg die Verfolgung der Türken. Bei Párkány am 9. Oktober 1683 und bei der Belagerung von Gran am 24. Oktober 1683 kämpfte er unter Herzog Karl V. von Lothringen. Dünewald führte dann 1684 die schwäbischen Hilfstruppen zur ersten Belagerung von Ofen (Budapest), 1685 half er beim Sieg bei Gran wesentlich mit und schlug am 14. August 1686 das türkische Entsatzheer vor Ofen. Nach der Schlacht bei Mohács (1687) führte er ein Korps gegen die bei Esseg zurückgebliebene türkische Reserve, die er nach Belgrad zurückdrängte. Anschließend eroberte er bis zum 25. Oktober 1687 ganz Slawonien und nahm alle dortigen Festungen. Dafür wurde er am 31. März 1688 zum Feldmarschall ernannt. Bei der Belagerung von Belgrad befehligte er die gesamte kaiserliche Kavallerie. 1689 focht er am Rhein und entsetzte Heidelberg. 1691 befehligte er bei der Schlacht bei Slankamen den linken Flügel. Dort soll es Streitigkeiten mit dem viel jüngeren Oberbefehlshaber Markgraf Ludwig von Baden gegeben haben. Auf der Reise nach Wien starb er 1691 in Esseg.

## Familie
Von 1677 bis 1683 ließ er bei Zabór (dt. Saabor) in Schlesien ein Schloss für sich und seine Nachkommen errichten, das noch heute besteht. 1689 ließ er sich in Pixendorf in Niederösterreich nieder und beantragte die Aufnahme in den niederösterreichischen Adel (Herrenstand).
Dünewald war mit Katharina Elisabeth Freiin von Blumenthal verheiratet (Tochter des Statthalters von Halberstadt und geheimen Rats Joachim Friedrich von Blumenthal), mit der er zwei Söhne hatte: Franz († 1693) war kaiserlicher Oberst und Ludwig († 1727) ab 1718 sächsisch-polnischer Generalmajor.
Franz heiratete am 11. Juni 1692 Maria Barbara von Starhemberg (1673–1744/45), die Tochter von Generalfeldmarschall Ernst Rüdiger von Starhemberg (1638–1701).  Er starb aber schon 1693. Seine Witwe heiratete dann Maximilian Sigismund Graf von Trautmannstorf (1667/68–1732). Sie verkaufte 1716 die Herrschaft Pixendorf an Johann Georg Hampmüller Edler von Metzburg.
Sein Bruder Ludwig war zweimal verheiratet. In erster Ehe mit Elisabet Dorothea von Limpurg-Speckfeld (1656–1712; Witwe von Wilhelm Heinrich von Limpurd-Gaildorf), danach mit Luise Amalie von Callenberg. Er erbte das Schloss in Saabor und starb ebenfalls ohne Erben. Er war damit Letzter des Geschlechts.